# Pedro Vaz
Pedro Vaz est un village du Cap-Vert situé dans l'Est de l'île de Maio. En 2016 il comptait 166 habitants.

## Géographie
Il est situé à 16 km au nord-est de Vila do Maio, siège de la municipalité de Maio.